# Bones (Studio)
K.K. Bones (jap. 株式会社ボンズ, Kabushiki-gaisha Bonzu, engl. BONES INC.) ist ein japanisches Produktionsstudio für Animes.

## Geschichte
Bones wurde im Oktober 1998 von Masahiko Minami (ehemals Produzent bei Sunrise), Hiroshi Ōsaka und Toshihiro Kawamoto gegründet. Im Oktober 2000 erschien mit der Anime-Fernsehserie Karakuri Kiden Hiwō Senki das erste Werk des Studios. Im selben Jahr erschien mit Escaflowne – The Movie der erste Kinofilm des Studios, im Jahr darauf mit Cowboy Bebop – Der Film der Zweite.

## Werke

### Fernsehserien
- 2000: Karakuri Kiden Hiwō Senki
- 2001: Angelic Layer
- 2001: RahXephon
- 2003: Fullmetal Alchemist
- 2003: Scrapped Princess
- 2003: Wolf’s Rain
- 2004: Kenran Butōsai: The Mars Daybreak
- 2004: Kurau: Phantom Memory
- 2005: Eureka Seven
- 2006: Jyu Oh Sei
- 2006: Ouran High School Host Club
- 2006: Tempō Ibun: Ayakashi Ayashi
- 2007: Darker than Black
- 2007: The Skullman
- 2008: Nijū Mensō no Musume
- 2008: Soul Eater
- 2009: Darker than Black: Ryūsei no Gemini
- 2009: Fullmetal Alchemist: Brotherhood
- 2009: Tokyo Magnitude 8.0
- 2010: Heroman
- 2010: Star Driver: Kagayaki no Takuto
- 2011: Gosick
- 2011: No. 6
- 2012: Eureka Seven AO
- 2012: Zetsuen no Tempest
- 2013: Otona Joshi no Anime Time
- 2014: Captain Earth
- 2014: Chaika, die Sargprinzessin
- 2014: Hitsugi no Chaika: Avenging Battle
- 2014: Noragami
- 2014: Soul Eater Not!
- 2014: Space Dandy
- 2015: Akagami no Shirayukihime
- 2015: Concrete Revolutio – Chōjin Gensō
- 2015: Kekkai Sensen
- 2015: Noragami Aragoto
- 2015: Show By Rock!!
- 2016: Akagami no Shirayukihime
- 2016: Bungō Stray Dogs
- 2016: Bungō Stray Dogs
- 2016: Concrete Revolutio – Chōjin Gensō: The Last Song
- 2016: Mob Psycho 100
- 2016: My Hero Academia
- 2016: Show By Rock!!#
- 2016: Show By Rock!! Short
- 2017: Kekkai Sensen & Beyond
- 2017: My Hero Academia
- 2018: Drachenflieger: Hisone und Masotan
- 2018: Hisone to Masotan
- 2018: My Hero Academia
- 2019: Mob Psycho 100 II

### Weitere Anime-Produktionen
- 2000: Escaflowne – The Movie (Film)
- 2001: Cowboy Bebop (Film)
- 2003: RahXephon: Tagen Hensōkyoku (Film)
- 2005: Fullmetal Alchemist – Der Film: Der Eroberer von Shamballa (Film)
- 2007: Sword of the Stranger (Film)
- 2008: Bōnen no Xam’d (Web-Anime)
- 2010: Darker than Black - Kuro no Keiyakusha: Gaiden (OVA)
- 2010: Halo Legends (OVA)
- 2011: Fullmetal Alchemist: The Sacred Star of Milos (Film)
- 2011: Towa no Quon (Film)
- 2012: Eureka Seven AO – Jungfrau no Hanabana-tachi (OVA)
- 2016: Akagami no Shirayukihime (OVA)
- 2018: Mob Psycho 100 Reigen: The Miraculous Unknown Psychic (OVA)